# Colonia la Magdalena
Colonia la Magdalena är en ort i Mexiko.   Den ligger i kommunen Soteapan och delstaten Veracruz, i den sydöstra delen av landet, 500 km öster om huvudstaden Mexico City. Colonia la Magdalena ligger 779 meter över havet och antalet invånare är 730.
Terrängen runt Colonia la Magdalena är huvudsakligen kuperad, men den allra närmaste omgivningen är platt. Runt Colonia la Magdalena är det ganska tätbefolkat, med 56 invånare per kvadratkilometer. Närmaste större samhälle är Catemaco, 16,2 km nordväst om Colonia la Magdalena. Omgivningarna runt Colonia la Magdalena är en mosaik av jordbruksmark och naturlig växtlighet.